# Tomislav Valentić
Tomislav Valentić (Požega, 4 giugno 1994) è un calciatore croato, difensore del Marsonia 1909.

## Carriera

### Club
Il 13 luglio 2018 viene acquistato a titolo definitivo dalla squadra croata dell'Inter Zaprešić.